# Beckholmen
Beckholmen (wcześniej: Biskopsholmen) – niewielka wyspa o kształcie zbliżonym do owalu, położona w centrum stolicy Szwecji, Sztokholmu, zlokalizowana w południowej części Alberget i połączona z nią mostem Beckholmsbron przerzuconym nad cieśniną Beckholmssundet. Pod względem administracyjnym jest częścią okręgu Djurgården na obszarze dystryktu Östermalm.

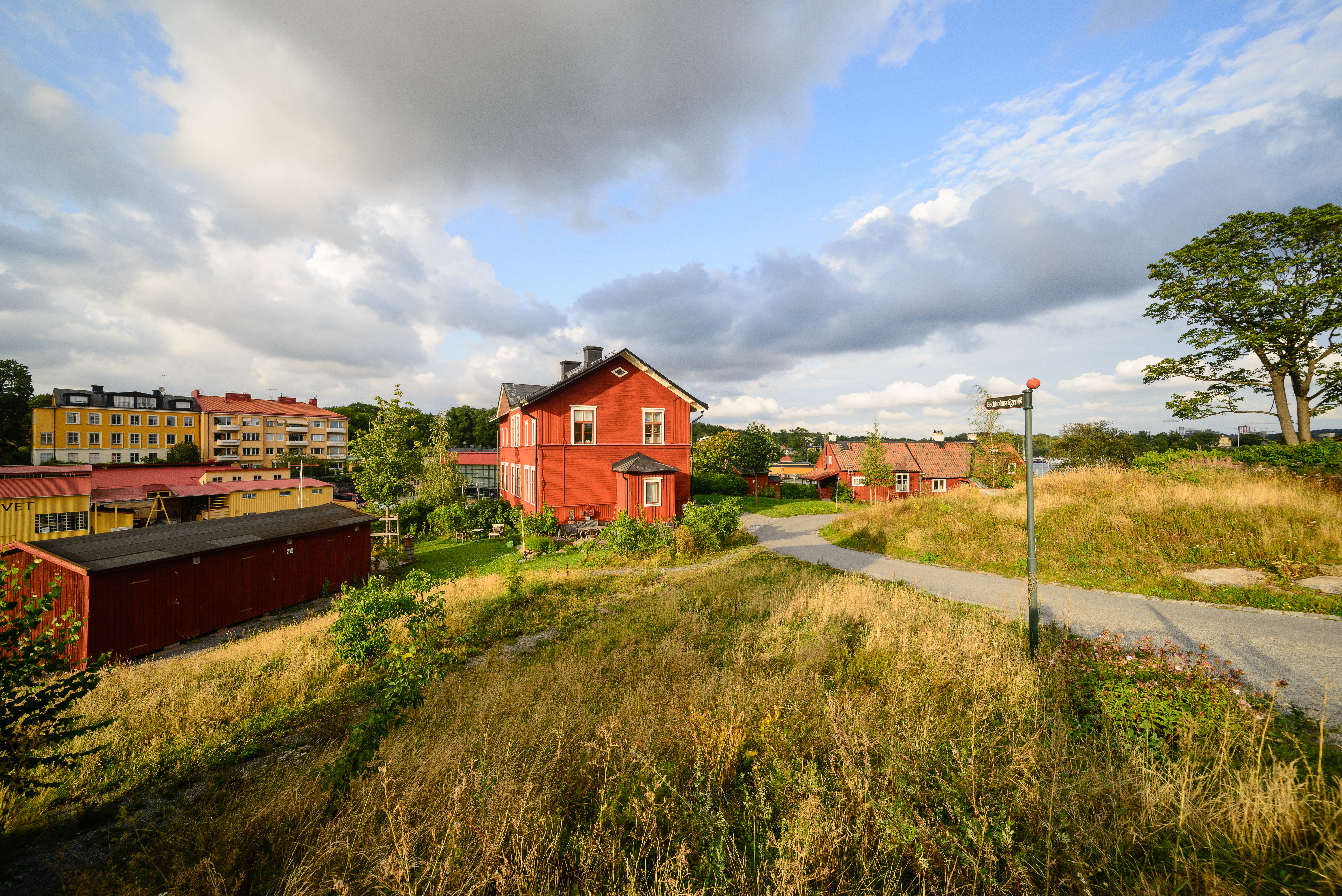
Fragment wnętrza wyspy

W 1633 założono tu pierwsze nabrzeże do handlu smołą. W połowie XVII wieku królowa Krystyna Wazówna podarowała miastu wyspę będącą wcześniej własnością królewską. Mniej więcej w tym samym czasie handel ten ustał, ponieważ nowo utworzona Norrländska Tjärhandelskompaniet uzyskała monopol na handel smołą. Na wyspie zbudowano wówczas magazyny, przeznaczone tylko na sortowanie smoły. Po stronie północnej (w pobliżu obecnego mostu) w 1690 wybudowano dwukondygnacyjny dom - mieszkanie inspektora i kilka mniejszych chat dla dozorców. Po wygaśnięciu monopolu Tjärhandelskompanieta, biznes smołowy został przejęty w 1717 przez braci Abrahama i Carlosa Grillów, a Johan Petersen utworzył morski dom handlowy, który stał się w XVIII wieku czołowym miejscem w Sztokholmie dla armatorów i żeglarzy. W 1723 wyspę strawił pożar, po którym przedsiębiorstwo Grillska otrzymało pozwolenie na odbudowę budynków. 
Po utracie przez Szwecję Finlandii handel smołą znacznie zmalał i od 1848 wyspę wykupiło Towarzystwo Hurtowników i Armatorów w Sztokholmie na cele stoczniowe. W 1849 zbudowano dwa doki i przepompownię według projektu Nilsa Ericsona. W tym samym czasie powstał most Beckholmsbron. W latach 1871–1872 wybudowano dom dla naczelnika portu, na górce zwanej Stenvillan. Zaprojektował go Axel Kumlien. Doki rozbudowano i przedłużono w latach 70. i 90. XIX wieku do 102 i 99 metrów. Kolejny pożar w 1873 zniszczył kilka budynków i doprowadził m.in. do budowy nowego budynku mieszkalnego dla robotników.
Miasto Sztokholm przejęło Beckholmen od Towarzystwa Hurtowników i Armatorów w 1918 i w tym samym roku sprzedało ten obszar przedsiębiorstwu Kungl. W latach 1923–1925  Administracja Marynarki Wojennej w dysponowała na wyspie dużym dokiem dla krążowników i okrętów pancernych Marynarki Wojennej. Doki były potem wypożyczane przedsiębiorstwu Finnboda Varf (do połowy lat 80. XX wieku). Stocznia zbankrutowała w 1991. Nowo utworzona GV Varv AB rozpoczęła działalność w 1992. W 1998 zarządzanie wyspą przejęła Djurgårdens Förvaltning.